# Венеційський купець
«Венеційський купець» (англ. The Merchant of Venice) — комедія англійського письменника Вільяма Шекспіра, написана близько 1596—1597 року.

## Дійові особи
- Дож Венеції.
- Принц Марокканський, Принц Арагонський — шанувальники Порції.
- Антоніо, венеційський купець.
- Бассаніо, його друг.
- Граціано, Салеріо, Соланіо — друзі Антоніо й Бассаніо.
- Лоренцо, закоханий в Джессіку.
- Шейлок, багатий єврей.
- Тубал, єврей, його друг.
- Ланчелот Гоббо, блазень, слуга Шейлока.
- Старий Гоббо, батько Ланчелота.
- Леонардо, слуга Бассаніо.
- Балтазар, Стефано — слуги Порції.
- Порція, багата спадкоємиця.
- Нерісса, її служниця.
- Джессіка, дочка Шейлока.
- Венеційські сенатори, члени суду, тюремник, слуги, почет та інші.

Дія відбувається почасти в Венеції, почасти в Бельмонті — маєтку Порції на суходолі.

## Сюжет

### Дія перша
Басаніо, який погруз у боргах, розказує Антоніо, що хоче одружитися з вродливою заможною панною — Порцією, після чого розрахується з усіма боргами, але для цієї справи йому потрібні кошти. Антоніо погоджується позичити потрібну суму, але каже, що не має готівки, тому вони беруть кредит у єврея Шейлока, який взамін добивається наче б то жартівливої розписки, згідно з якою, якщо борг не буде сплачено вчасно, він зможе вирізати фунт м′яса з тіла Антоніо. Тим часом у Бельмонті Порція та Нерісса обговорють дивний заповіт батька Порції (який полягає у тому, що Порцію отримає той претендент, який вибере свинцеву скриньку з-поміж золотої, срібної та свинцевої), та, обговорюючи можливих наречених, віддають перевагу Басаніо.

### Дія друга

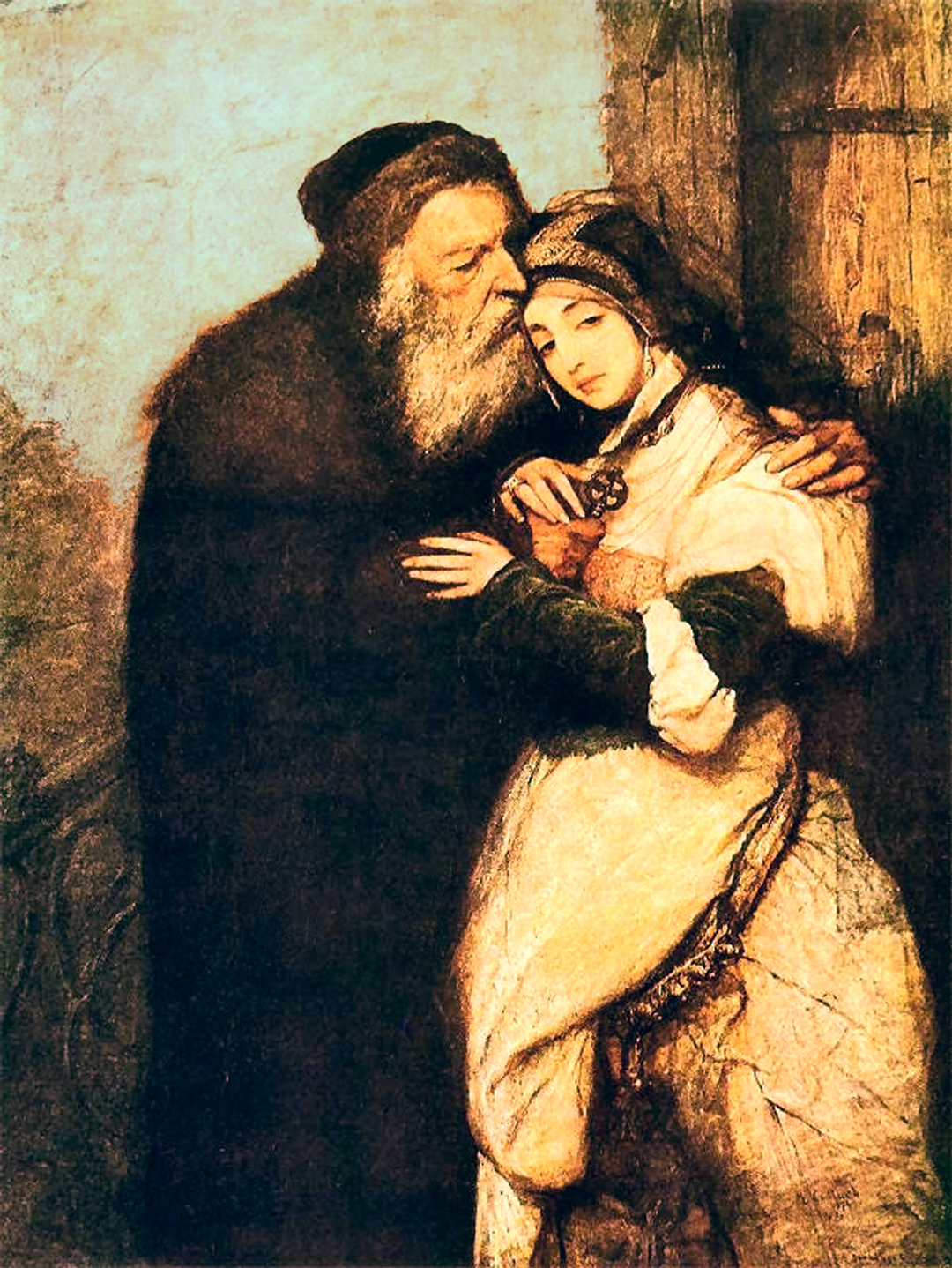
Маврикій Готліб, «Шейлок і Джессіка», 1876 р.

Принц Марокканський та принц Арагонський вибирають золоту та срібну скриньки відповідно і відбувають ні з чим. Ланчелот переходить на службу до Басаніо, а Джессіка втікає до свого коханого Лоренцо, захопивши частину багатств свого батька. Басаніо разом з Граціано прибувають до Бельмонта.

### Дія третя
У Венеції ходять чутки, що кораблі Антоніо знищені, а разом з ними і його можливість віддати борг. Басаніо, гостюючи у Бельмонті, вибирає правильну скриньку і отримає право на одруження з Порцією. Граціано та Нерісса також вирішують одружитись, але прибувають Лоренцо, Джессіка і Салеріо з листом від Антоніо, в якому він розказує про своє скрутне становище. Басаніо, Грацаніо та Салеріо поспішно відбувають до Венеції, а Порція та Нерісса, вдавши що тимчасово йдуть в монастир і залишивши маєток на Лоренцо й Джессіку, таємно вирушають до Венеції.

### Дія четверта
Венеція. Зала суду. Шейлок, попри всі вмовляння та вигідні пропозиції наполягає на своєму праві вирізати шматок плоті Атоніо. На суд, під виглядом доктора права, прибуває Порція і береться за розгляд справи. Вона підтверджує право Шейлока на фунт м'яса, але попереджає, що він не має права проливати християнську кров. Позивач погоджується на потрійну суму, але псевдоюрист переходить в наступ і звинувачує його в посяганні на життя громадянина Венеції. Єврей, згідно з вироком, повинен заплатити штраф, охреститися і визнати свою дочку спадкоємицею. Порція та Нерісса добилися в подяку перснів, які вони раніше дали Басаніо та Грацаніо зі застереженням ніколи нікому їх не віддавати.

### Дія П'ята
До Бельмонту повертаються Порція, Нерісса, Бассаніо, Антоніо та Граціано. Жінки вдавано обурюються зникненню перснів, але пізніше відкривають правду і всі щасливі таким закінченням історії.

## Історія та джерела написання твору

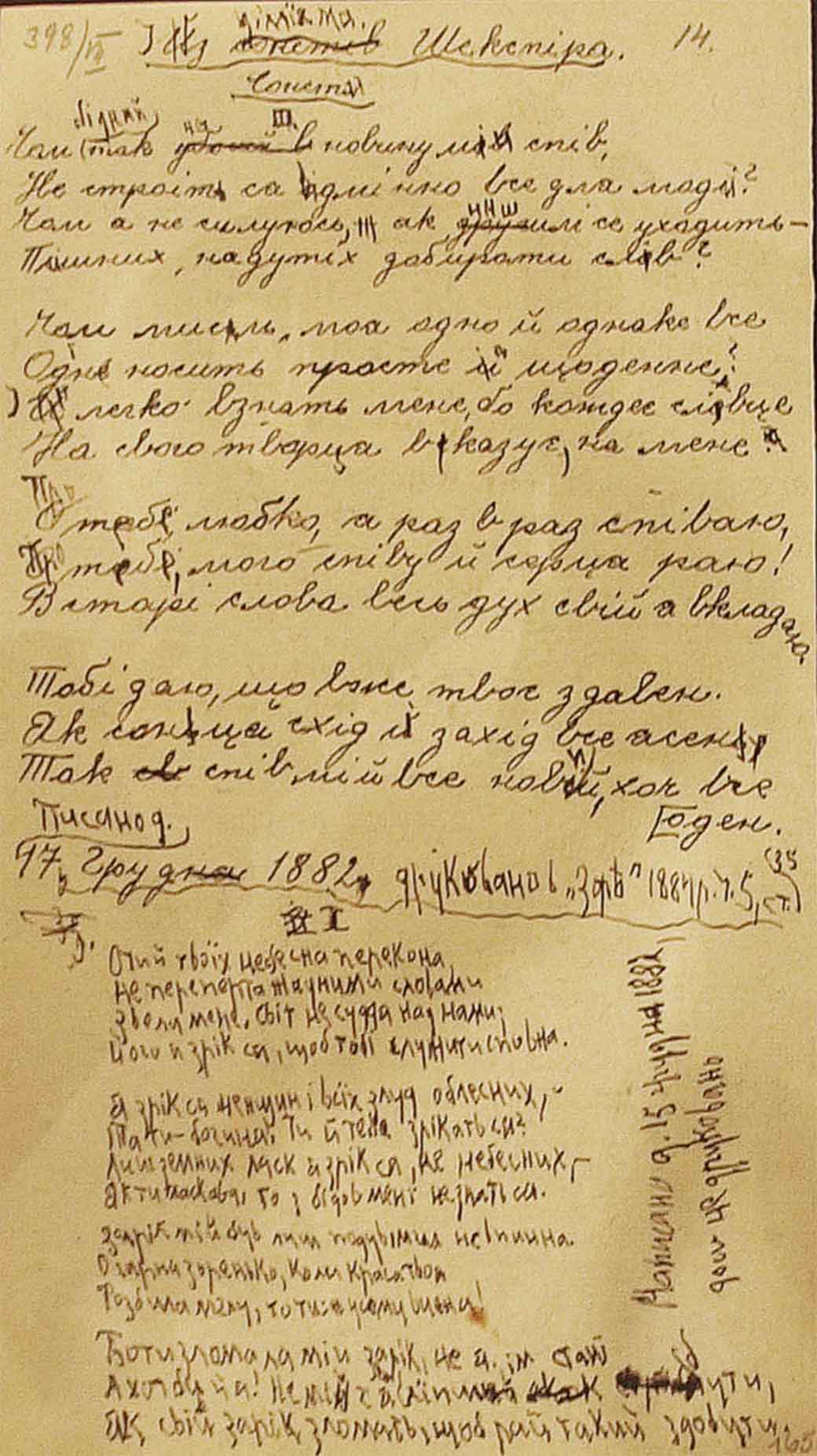
«Венеціанський купець». Фрагмент перекладу Івана Франка, 1912

П'єсу було зареєстровано в Палаті торговців папером у липні 1598 р. Вперше видана під назвою «Чудова історія про Венеційського купця. З надзвичайною жорстокістю єврея Шейлока стосовно названого купця, в якого той хотів вирізати рівно фунт м'яса; із зображенням домагань руки Порції шляхом вибору трьох скриньок. Як вона неодноразово виконувалась лорда-камергера слугами. Написана Вільямом Шекспіром» 1600 р. Перевидавалась удруге 1619 р. під тією ж назвою, але без посилання на виставу. І врешті вийшла in folio 1623 р.
Сюжет про вексель міг бути запозичений Шекспіром зі збірника Джованні Фіорентіно «Простак» (1558 р.). Також у збірнику натрапляємо на назву Бельмонт і мотив персня. Сюжетну лінію сватання з відгадуванням портрета, схованого в одній із скриньок, обіграно в 66-му оповіданні збірника «Римські діяння» (бл. 1400; перекладено англійською мовою 1577 p.). Є згадка про постановку лондонським театром «Бик» загубленої п'єси «Єврей», що за сюжетом нагадує «Венеційського купця». До подібної ж теми звертається і Деккер у п'єсі «Венеційський єврей». Постановка п'єс із євреєм-лихварем у ролі головного персонажа особливо поширилась після сенсаційного процесу лейб-медика королеви Єлизавети, португальського єврея — Лопеса, звинуваченого у спробі отруїти королеву (страчений в 1594 p.).
Українською мовою вперше переклад «Венеційського купця» здійснив Іван Франко (завершено переклад 1912 p., опубліковано 1956 p.).